# Matilde FitzRoy, condessa de Perche
Matilde FitzRoy (m. 25 de novembro de 1120), foi uma filha ilegítima de Henrique I de Inglaterra e de sua amante Edite. Ela estava entre os 20 filhos que o rei reconheceu como seus. Matilde morreu no naufrágio do navio Barco Branco, que afundou no Canal da Mancha perto da costa de Barfleur, na região da Baixa Normandia.

## Biografia
Como seu dote Henrique deu terras em Wiltshire para seu futuro marido, Rotrou III, conde de Perche filho de Godofredo I de Châtedaun e Beatriz de Ramerupt, senhora de Montdidier, com quem Matilde se casou em 1103, como sua segunda esposa. De acordo com Orderic Vitalis o rei construiu seu poder (de Rotrou III) ao aumentar seus estados e riquezas na Inglaterra. Ela se casou na mesma época em que sua irmã, outra filha ilegítima, Juliana de Frontevault.  Seu marido era um vassalo do rei, possuindo seus feudos em direito de sua esposa (jure uxoris). Ele também recebeu o feudo de Bellame na Normandia após este ser confiscado de Roberto de Belleme, 3.° conde de Shrewsbury.
O casal teve duas filhas:
- Filipa de Perche (n. Perche, 1113), casada com Elias II de Anjou, conde de Maine, mãe de Beatriz de Anjou.
- Felícia de Perche (n. c. 1116).

## Desastre do Barco Branco

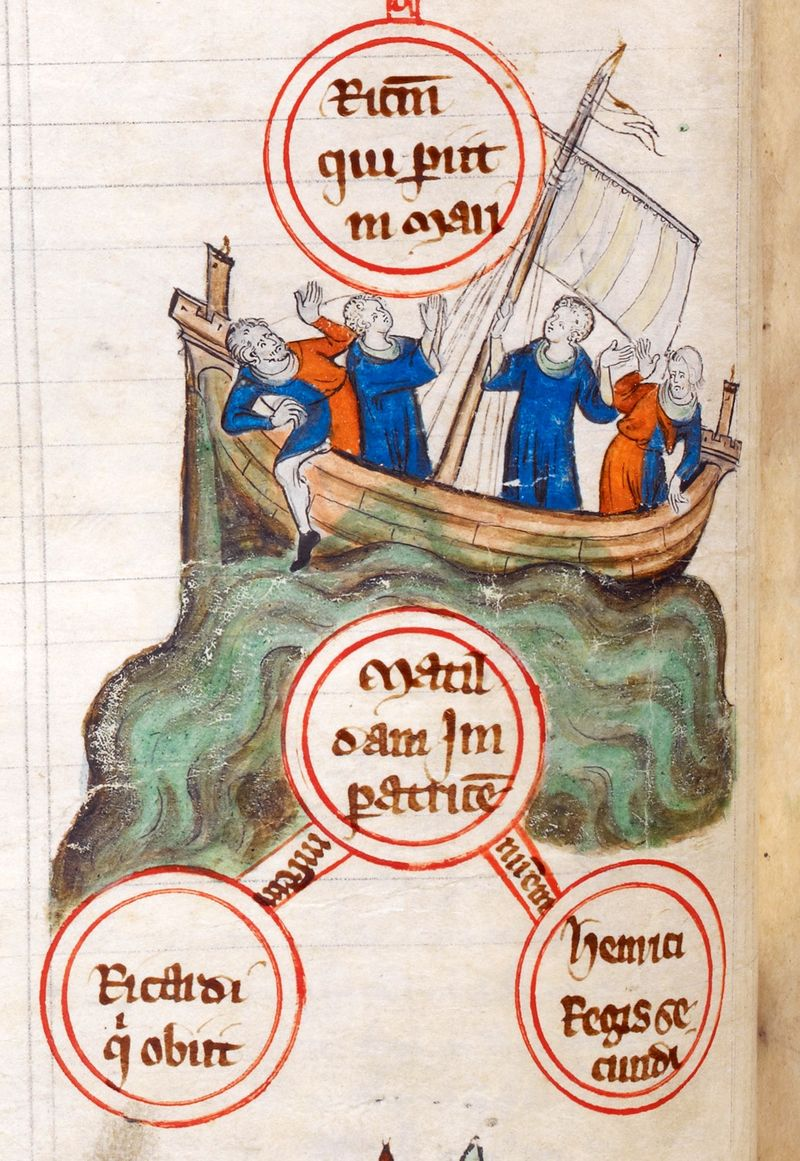
Ilustração medieval do naufrágio que resultou em anos conturbados na História da Inglaterra.

Matilde estava entre os passageiros do navio Barco Branco quando ele afundou após atingir uma rocha submersa enquanto navegava da Normandia para a Inglaterra, levando o herdeiro legítimo do rei, Guilherme Adelino, meio-irmão de Matilde. De acordo com os escritos de Guilherme de Malmesbury, enquanto a água entrava no navio, um bote foi lançado ao mar carregando Guilherme. Enquanto Matilde lutava pela sua sobrevivência no navio, seu irmão ouviu seu apelos por ajuda, tendo ela dito que ele não deveria abandoná-la tão barbaramente. Ele então ordenou que o bote retornasse ao local do naufrágio para resgatar a sua irmã. De tal forma, o príncipe morreu tentando salvá-la. 
As consequências da morte do único herdeiro homem de Henrique I foi o período da história inglesa conhecido como A Anarquia, época na qual a filha legítima do monarca com sua esposa, Edite da Escócia, Matilde de Inglaterra, Imperatriz do Sacro Império-Romano Germânico ao se casar com Henrique V, lutou pelo controle do reino com seu primo Estêvão de Inglaterra.
Ao se casar pela segunda vez com Godofredo V de Anjou, ela teve um filho, Henrique Curtmantle, que iria se tornar Henrique II de Inglaterra quando da falta de um filho de Estêvão para sucedê-lo. Portanto, os dois selaram o Tratado de Wallingford que declarava que o atual monarca se manteria no trono, sendo Henrique o seu herdeiro.

## Memorial

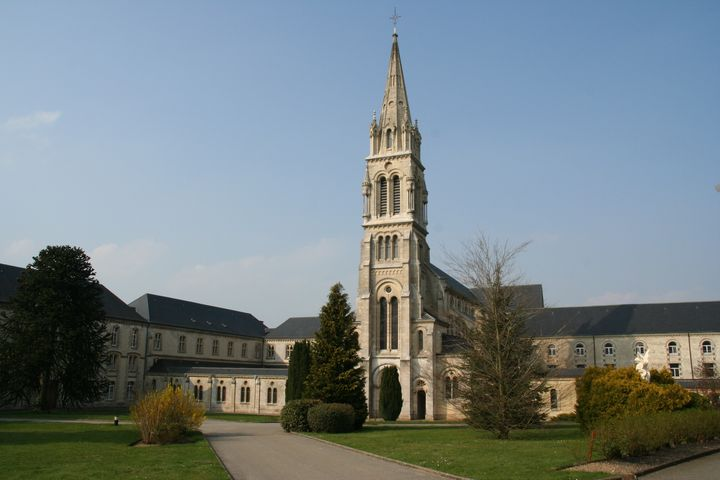
Abadia de La Trappe, que inicialmente contava com apenas uma capela para homenagear Matilde Fitzroy.

Seu marido, Rotrou III, construiu uma capela dedicada a Virgem Maria em 1122 em Soligny-la-Trappe, na Baixa Normandia, como um memorial a Matilde, no que viria a se tornar a Abadia de La Trappe, em 1440, da Ordem de Cister.